# Masacre de Uchuraccay
La masacre de Uchuraccay correspondió al asesinato de ocho periodistas, su guía y un comunero, llevada a cabo el 26 de enero de 1983 en el poblado de Uchuraccay, en Ayacucho (Perú). Ocurrió durante el  Periodo de Violencia Política 1980-2000.
En enero de 1983, un comando de sinchis entró a la comunidad de Uchuraccay e inculcaron a los campesinos que matasen a todos los que vinieran a pie, porque explicaron que los Sinchis siempre llegaban en helicóptero. Unos días después, el 26 de enero de 1983, los comuneros mataron a ocho periodistas y otras dos personas, sindicándolos de ser terroristas. Unos meses después, el pueblo fue erradicado por Sendero Luminoso.

## Presencia Senderista en Uchuraccay
La toma de Uchuraccay era de fundamental importancia para poder tener acceso a la ceja de selva y a los valles. Los primeros indicios de actividad senderista en Uchuraccay ocurrieron en el año 1981, cuando un tal "Martín" llegó al pueblo buscando trabajo.
A los pocos años y en parte debido al apoyo de los jóvenes del lugar y el repliegue policial hacia las capitales de provincia que dejaron a varias poblaciones sin ningún tipo de protección del estado, Sendero Luminoso pasó a "controlar" el pueblo. 
Desde el principio, Sendero se encontró con problemas. Uno de los más importantes fue la imposibilidad de erradicar las costumbres indígenas, teniendo que crear un poder bicéfalo, donde regían el pueblo tanto el líder indígena, como el líder senderista.
Las tensiones emergieron rápidamente. Uno de los primeros incidentes sucedió cuando "Martín" y cinco senderistas, fueron apresados por las autoridades locales, estando muy cerca de ser linchados. La represalia de Sendero Luminoso fue contundente: asesinaron al líder comunal Alejandro Huamán de un tiro en la cabeza. Poco después, asesinaron a otros dos dirigentes comunales con el mismo método. 

## La masacre
A fines de 1982, Sendero Luminoso había asesinado a un caporal de la comunidad. El 21 de enero de 1983, los comuneros vecinos de Macabamba y de Huaychao, cercanas a Uchuraccay y en la propia Uchuraccay, asesinaron a 7 dirigentes senderistas. En Uchuraccay, exterminaron a cinco dirigentes senderistas a puñetazos, puñaladas y pedradas. Estos actos incitaron a periodistas de la capital a dirigirse a esa zona. Se generó una situación de guerra. Las autoridades de las comunidades decidieron coordinar la resistencia bajo un sistema de vigilancia en los cerros y con uso de las cornetas como medio de aviso.
El 26 de enero de 1983, unos cuarenta comuneros asesinaron a ocho periodistas peruanos de diversos medios informativos nacionales, que habían llegado a investigar una masacre cometida por la organización terrorista Sendero Luminoso en un municipio vecino. Un guía y un lugareño fueron otras dos víctimas del linchamiento cometido por los campesinos, que tomaron a los periodistas por miembros de Sendero Luminoso, ya que temían una represalia senderista por un previo enfrentamiento.
Los comuneros, que vivían en constante pánico por el acoso de los terroristas, siguieron los consejos de los "sinchis", un cuerpo antiterrorista de la Guardia Civil, para que mataran a todos los forasteros que vinieran por tierra, pues serían terroristas, ya que ellos mismos, la policía, vendrían por aire (en helicópteros). Los periodistas, no pudieron hacerse entender, a pesar de que había dos quechuahablantes.
Una comisión investigadora, convocada dos semanas después del suceso por el presidente Fernando Belaúnde Terry y presidida por el escritor Mario Vargas Llosa, constató la autoría de los comuneros y explicó el crimen por supuestas deficiencias civilizadoras de parte de los indígenas.
El Informe Vargas Llosa, que así fue llamado, aceptó la versión del mando militar de la zona, el cual aseguraba que los informadores fueron ejecutados por los propios comuneros de Uchuraccay, quienes los habían confundido con “terroristas” porque, entre otras cosas, portaban una “bandera roja” (sic). No encontró corresponsabilidad en los "sinchis". En un juicio efectuado a la más elevada instancia, tres de los comuneros fueron condenados a quince años de reclusión. Sin embargo, las afirmaciones contenidas en el informe de la Comisión Investigadora fueron desechadas por los familiares de las víctimas y después por la justicia peruana, que actuó luego de sortear las vallas impuestas por los militares.
Se han creado canciones sobre los sucesos, como las creadas por Juana Lidia Argumedo, hermana del guía asesinado, y por el grupo Alturas.

## Erradicación del pueblo
Durante los meses que siguieron al asesinato de los periodistas, 135 lugareños, entre ellos 57 mujeres, fueron masacrados. La gran mayoría de ellos fue a consecuencia de incursiones senderistas cometidas sobre todo en días festivos, cuando la población estaba concentrada en el centro de la aldea. Sin embargo, también el acoso de los militares y paramilitares y la fuerte represión cobraron numerosas vidas.
En 1984, los lugareños sobrevivientes abandonaron completamente Uchuraccay y se refugiaron en la selva, en municipios vecinos y en Lima.
En 1991, Luis Morales Ortega, uno de los informantes de la masacre, fue neutralizado por la organización paramilitar Grupo Colina, creada por Fujimori y Montesinos.
En octubre de 1993, parte de la aldea se refundó en nuevas casas erigidas a cierta distancia de la ubicación anterior.
Con Ley Nº 30221 se creó el distrito de Uchuraccay, el 11 de julio de 2014.

## Las 10 víctimas
Los asesinados fueron:
- Eduardo De la Piniella (periodista de El Diario de Marka)
- Pedro Sánchez (periodista de El Diario de Marka)
- Félix Gavilán (periodista corresponsal de El Diario de Marka)
- Willy Retto  (periodista de El Observador)
- Jorge Luis Mendívil (periodista de El Observador)
- Jorge Sedano (periodista de La República)
- Amador García (periodista del semanario Oiga)
- Octavio Infante (periodista de Noticias de Ayacucho)
- Juan Argumedo (guía e intérprete)
- Severino Huáscar Morales (comunero, quien intentó impedir el asesinato de Juan Argumedo)

En la actualidad los restos de todos descansan en el Cementerio El Ángel, en Lima.